# ФК Водојажа
ФК Водојажа је српски фудбалски клуб из Грошнице, и тренутно се такмичи у Другој лиги Крагујевца, шестом рангу фудбалских такмичења у Србији. Клуб је основан августа 1943. године, под именом ФК Грошница.

## Историја
Прва утакмица је одиграна одмах по оснивању клуба против екипе Белошевца. Остало је забележено да су тада у тиму Грошнице били: Драгослав Доса Стефановић, Жикица Вучковић, учитељ Срнић, Милован Мића Новаковић, Драшко Перовић, Радмило Ратинац, Живорад Ратинац, Живадин Милојевић, Јакша Бошковић, Чеда Милосављевић, Властимир Јанковић и Првослав Срећковић. У свом првом мечу екипа Грошнице је претрпела тежак пораз од 11:1.
До завршетка рата клуб је одиграо свега још неколико пријатељских утакмица. Након рата, 1946. године, клуб уз помоћ Одбора за спорт и омладину града Крагујевца, у потпуности обнавља свој рад. Тада је донета одлука да клуб промени име у ФК Водовод. Оснивањем Среске лиге 1947. ФК Водовод почиње да се такмичи у њој.
Значајна година за развој клуба била је 1949. када тек основана Сељачка радна задруга „Зора социјализма“ преузима клуб под свој патронат. Године 1953. Задругар је по први пут изборио пласман у виши ранг такмичења. Након тога у клубу наступа мала криза и он наставља да се такмичи у општинској лиги.
У сезони 1969/70. Задругар је заузео прво место у општинској лиги, испред Марјана из Кнића, и тиме се пласирао у Шумадијску лигу група југ. У том рангу такмичења, Задругар је остао све до 1972. године. 
Клуб мења име 1981. године у ФК Водојажа, по истоименом језеру. Освајањем првог места у Општинској лиги 1984. године, Водојажа је изборила пласман у Шумадијску лигу. У том рангу се такмиче две сезоне, након чега је уследило испадање у нижи ранг такмичења. Након само једне сезоне проведене у Општинској лиги, клуб се кроз бараж поново враћа у Шумадијску лигу.
До 1992. клуб остаје у тој лиги, када из ње поново испада. Након само једне сезоне у проведене у Међуопштинској лиги, Водојажа у сезони 1992/93. кроз бараж поново постаје члан Шумадијске лиге. Тада је у баражу са 3:2 савладан Шумадинац из Наталинаца.
У сезони 1994/95. клуб је заузео треће место и по први пут се пласирао у зонски ранг такмичења. Након тога Водојажа је успела да избори пласмани и у Српску лигу, што је највећи успех у историји клуба.

## Новији резултати
| Сезона   | Ранг | Лига                  | Позиција               | ИГ                     | Д                      | Н                      | П                      | ГД                     | ГП                     | ГР                     | Бод                    | Куп                  |
| -------- | ---- | --------------------- | ---------------------- | ---------------------- | ---------------------- | ---------------------- | ---------------------- | ---------------------- | ---------------------- | ---------------------- | ---------------------- | -------------------- |
| 2002/03. | 4    | Зона Морава           | 6.                     | 28                     | 12                     | 9                      | 7                      | 60                     | 39                     | +21                    | 45                     | Није се квалификовао |
| 2003/04. | 4    | Зона Морава           | 11.                    | 34                     | 13                     | 7                      | 14                     | 64                     | 50                     | +14                    | 46                     | Није се квалификовао |
| 2004/05. | 4    | Зона Морава           | 11.                    | 34                     | 16                     | 2                      | 16                     | 66                     | 54                     | +12                    | 50                     | Није се квалификовао |
| 2005/06. | 4    | Зона Морава           | 6.                     | 34                     | 17                     | 5                      | 12                     | 62                     | 43                     | +19                    | 56                     | Није се квалификовао |
| 2006/07. | 4    | Зона Морава           | 7.                     | 34                     | 18                     | 6                      | 10                     | 70                     | 44                     | +26                    | 60                     | Није се квалификовао |
| 2007/08. | 4    | Зона Морава           | 8.                     | 38                     | 17                     | 5                      | 16                     | 59                     | 55                     | +4                     | 56                     | Није се квалификовао |
| 2008/09. | 4    | Зона Морава           | 9.                     | 34                     | 14                     | 6                      | 14                     | 50                     | 45                     | +5                     | 45                     | Није се квалификовао |
| 2009/10. | 4    | Зона Морава           | 8.                     | 30                     | 12                     | 4                      | 14                     | 56                     | 38                     | +18                    | 40                     | Није се квалификовао |
| 2010/11. | 4    | Зона Морава           | 11.                    | 30                     | 12                     | 6                      | 12                     | 44                     | 28                     | +16                    | 42                     | Није се квалификовао |
| 2011/12. | 4    | Зона Морава           | 11.                    | 28                     | 9                      | 6                      | 13                     | 35                     | 34                     | +1                     | 33                     | Није се квалификовао |
| 2012/13. | 4    | Зона Морава           | 7.                     | 30                     | 13                     | 3                      | 14                     | 38                     | 35                     | +3                     | 42                     | Није се квалификовао |
| 2013/14. | 4    | Зона Морава           | 11.                    | 30                     | 9                      | 10                     | 11                     | 34                     | 40                     | -6                     | 37                     | Није се квалификовао |
| 2014/15. | 4    | Зона Морава           | 11.                    | 30                     | 11                     | 8                      | 11                     | 37                     | 41                     | -4                     | 41                     | Није се квалификовао |
| 2015/16. | 5    | Прва лига Крагујевца  | 3.                     | 30                     | 15                     | 6                      | 11                     | 56                     | 38                     | +18                    | 51                     | Није се квалификовао |
| 2016/17. | 5    | Прва лига Крагујевца  | 1.                     | 30                     | 27                     | 2                      | 1                      | 119                    | 19                     | +100                   | 83                     | Није се квалификовао |
| 2017/18. | 5    | Прва лига Крагујевца  | 1.                     | 34                     | 29                     | 2                      | 3                      | 103                    | 31                     | +72                    | 89                     | Није се квалификовао |
| 2018/19. | 4    | Зона Шумадијско-рашка | 5.                     | 26                     | 11                     | 4                      | 11                     | 37                     | 35                     | +2                     | 37                     | Није се квалификовао |
| 2019/20. | 4    | Зона Шумадијско-рашка | 6.                     | 16                     | 8                      | 2                      | 6                      | 26                     | 17                     | +9                     | 26                     | Шеснаестина финала   |
| 2020/21. | 4    | Зона Шумадијско-рашка | 9.                     | 28                     | 13                     | 4                      | 11                     | 44                     | 44                     | 0                      | 43                     | Није се квалификовао |
| 2021/22. | 4    | Зона Шумадијско-рашка | Одустала после 5. кола | Одустала после 5. кола | Одустала после 5. кола | Одустала после 5. кола | Одустала после 5. кола | Одустала после 5. кола | Одустала после 5. кола | Одустала после 5. кола | Одустала после 5. кола | Није се квалификовао |

## Познати играчи
- Будимир Ђукић
- Марко Мирић